# Natatolana imicola
Natatolana imicola är en kräftdjursart som först beskrevs av Dollfus 1903.  Natatolana imicola ingår i släktet Natatolana och familjen Cirolanidae. Inga underarter finns listade i Catalogue of Life.